# Michael Ninn
Michael Ninn (nacido en 1951) es un realizador, director artístico, guionista y productor estadounidense de películas pornografícas. Es el responsable de algunos de los títulos más notables de la década de los 90. Se le considera un representante del Porno Chic, una variante del cine porno donde los aspectos técnicos, estéticos y visuales se cuidan al máximo.
Es el fundador de la productora Ninn Work.

## Biografía

### Inicios
Con tan solo 17 años, Michael Ninn ya trabaja como director artístico para una conocida agencia de publicidad con sede en Nueva York. Rueda también unos videoclip para Capitol Records antes de mudarse a la meca del cine porno americano : Los Ángeles. En 1992 dirige sus dos primeras películas tituladas : Two Sisters y Black Orchid.

### Etapa en VCA (1993-2000)
En 1993 da el salto a la productora VCA donde le ofrecen más medios y más presupuesto para sus películas. Un año después estrena Sex en lo que sería el inicio de un trilogía de corte futurista que completarían 'Latex' (1995) y 'Shock' (1996). Todas ellas reúnen muy claramente todas las características de la obra del director. En 1997 estrena New Wave Hookers 5, una comedia porno por la que lograría numerosos premios, Antes de dejar VCA, Ninn rueda entre otras : Forever Night (1998), Cashmere (1998), Dark Garden (1999) o Ritual (1999).

### Etapa en Private (2002)
Tras un período de inactividad vuelve a rodar en 2002 pero esta vez bajo contrato con la productora Private. De esta época son la fallida 
2 Funky 4 U (una extraña película porno de animación realizada con ordenador) o Perfect.

### Etapa en Ninn Work (2003-2007)
Descontento con su paso por Private el director decide producir sus propias películas y para ello funda Ninn Work en 2003. Catherine (2005), la saga Neopornografia (2005) o la saga FEM (rodada entre 2004 y 2007) son algunos de sus títulos más recientes. 
A finales del año 2007 la compra de la productora por una empresa llamada Spearmint Rhino Corporation, dando lugar a Ninn Work SR, podría suponer la salida del director y la creación por este de una nueva productora.

## Premios
- 2003 : AVN Award, Mejor Montaje por : Perfect
- 2002 : AVN Hall of Fame
- 2000 : AVN Award, Mejor película por Dark Garden
- 2000 : AVN Award, Mejores efectos especiales por : Cashmere
- 2000 : Hot d'Or, Mejor director estadounidense por Ritual
- 1997 : AVN Award, Mejor dirección artística por : Shock
- 1997 : AVN Award, Mejores efectps especiales por : Shock
- 1997 : AVN Award, Mejor montaje por : Shock
- 1996 : GayVN Award, Mejor edición por : Night Walk: A Bedtime Story
- 1996 : AVN Award, Mejor director por Latex
- 1995 : AVN Award, Mejor película por Sex
- 1995 : AVN Award, Mejor escena de sexo en grupo por Sex